# Arthies
Arthies est une commune française située dans le département du Val-d'Oise en région Île-de-France.

## Géographie

### Localisation
La commune est située dans le Vexin français, à environ 50 km au nord-ouest de Paris.

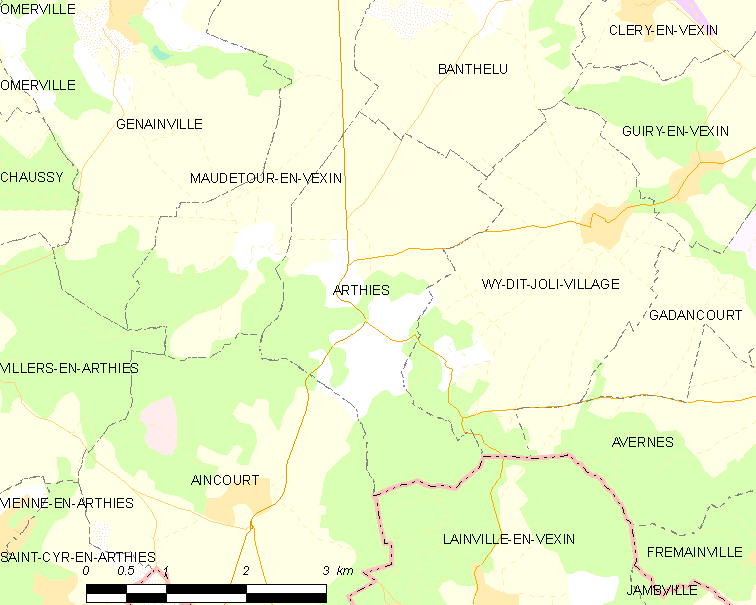
Carte de la commune.
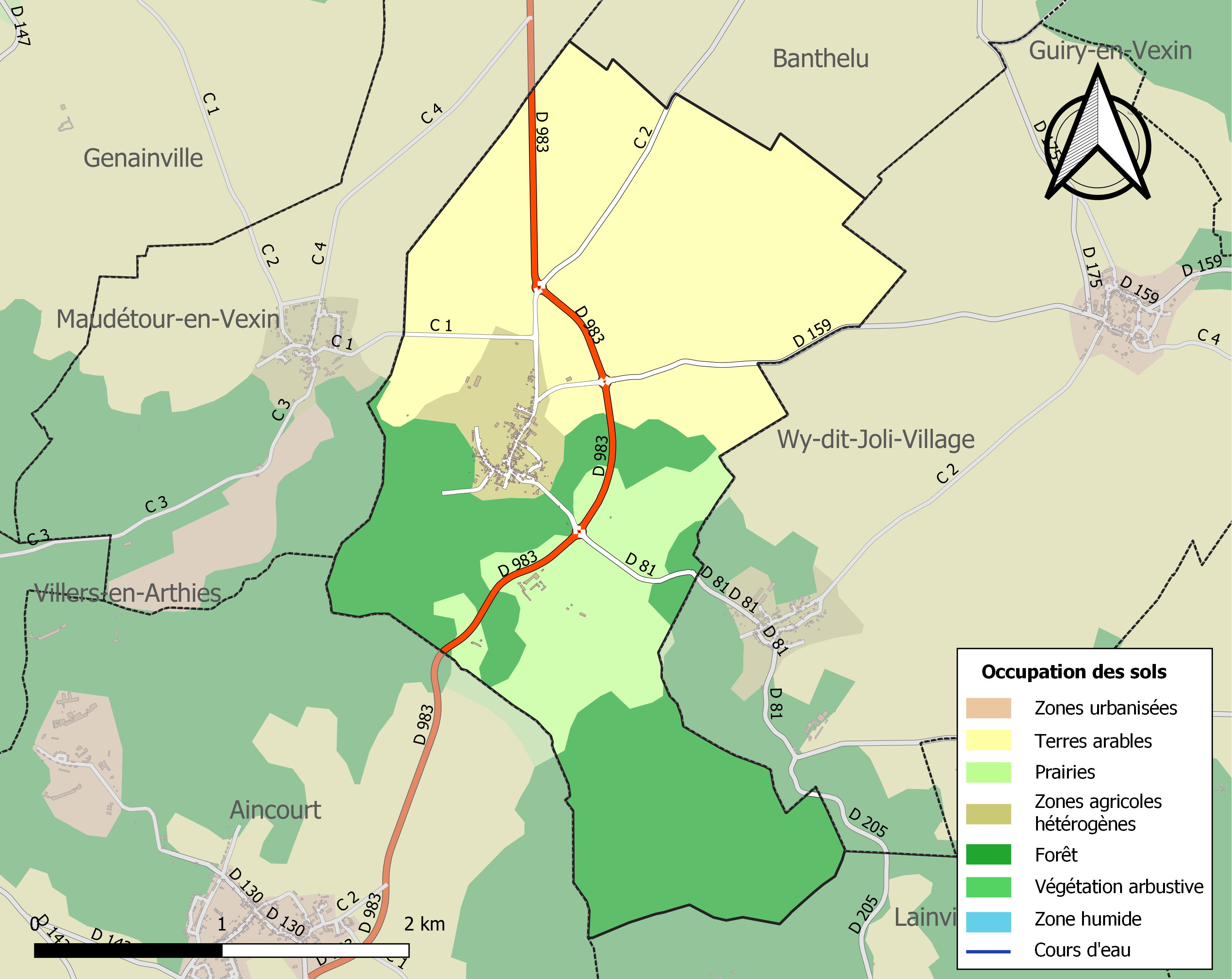
Occupation des sols.

### Communes limitrophes
|                    | Banthelu |                               |
| Maudétour-en-Vexin | Arthies  | Wy-dit-Joli-Village           |
|                    | Aincourt | Lainville-en-Vexin (Yvelines) |

### Climat
Pour des articles plus généraux, voir Climat de l'Île-de-France et Climat du Val-d'Oise.
En 2010, le climat de la commune est de type climat océanique dégradé des plaines du Centre et du Nord, selon une étude du Centre national de la recherche scientifique s'appuyant sur une série de données couvrant la période 1971-2000. En 2020, Météo-France publie une typologie des climats de la France métropolitaine dans laquelle la commune est exposée à un climat océanique et est dans la région climatique Sud-ouest du bassin Parisien, caractérisée par une faible pluviométrie, notamment au printemps (120 à 150 mm) et un hiver froid (3,5 °C).
Pour la période 1971-2000, la température annuelle moyenne est de 10,2 °C, avec une amplitude thermique annuelle de 14,3 °C. Le cumul annuel moyen de précipitations est de 729 mm, avec 11 jours de précipitations en janvier et 8,3 jours en juillet. Pour la période 1991-2020, la température moyenne annuelle observée sur la station météorologique la plus proche, située sur la commune de Boissy-l'Aillerie à 18 km à vol d'oiseau, est de 11,2 °C et le cumul annuel moyen de précipitations est de 635,8 mm,. Pour l'avenir, les paramètres climatiques de la commune estimés pour 2050 selon différents scénarios d'émission de gaz à effet de serre sont consultables sur un site dédié publié par Météo-France en novembre 2022.

## Urbanisme

### Typologie
Au 1er janvier 2024, Arthies est catégorisée commune rurale à habitat dispersé, selon la nouvelle grille communale de densité à sept niveaux définie par l'Insee en 2022.
Elle est située hors unité urbaine. Par ailleurs la commune fait partie de l'aire d'attraction de Paris, dont elle est une commune de la couronne,. Cette aire regroupe 1 929 communes,.

### Voies de communication et transports
Arthies est traversée par l'ancienne route nationale 183 (actuelle RD 983] - Gisors - Magny-en-Vexin - Mantes-la-Jolie).
Une déviation de cet axe qui passait dans le village, réclamée pendant de nombreuses années par les habitants a été mise en service en 2014.

### Hameaux et écarts
Le village compte trois écarts : le Bel Air, les Tuileries et la Feuge.

## Toponymie
Le nom de la localité est attesté en latin médiéval sous la forme Artegiae et Ardicia en 690, Arteiae, Ardicia, Altia, Artegia, Artie et Arthia en 1197.
Ernest Nègre croit reconnaitre le bas latin articas « terres défrichées » d'origine prélatine qui a donné l'occitan artiga « terre défrichée » et tous les toponymes du Sud de la France en Artigue, Artigue-, Lartigue, etc. Il l'explique phonétiquement par une évolution du type amicas > amies.
Cependant, le terme artiga n'est pas attesté hors du domaine occitan, ce serait alors un cas unique, donc douteux. De plus, la forme de 690 est de type artegia et non pas artiga.
Xavier Delamarre propose un appellatif celtique (gaulois) tegia « cabane, maison » (vieil irlandais teg, vieux breton tig, breton ti 'maison'), élément composé dans le terme attegia « hutte, cabane » qui est identifié dans les toponymes d'oïl Athies, Athée et Athis par Ernest Nègre, Albert Dauzat, Charles Rostaing et Xavier Delamarre.
Ce dernier propose *Are-tegia pour expliquer Ar-thies, avec le préfixe are(-) 'devant', 'près de', 'sur'. D'où le sens peu clair de « près des maisons », « devant les maisons », sans certitude cependant.

## Histoire
Le site d'Arthies était habité lors de l'occupation romaine, car on a trouvé les restes d'une villa romaine lors de la construction de la déviation de l'ancienne route nationale 183 (actuelle RD  983).
L'existence du village est attestée en 690, mentionné sous le nom d'Artegiæ dans le « Testament de l'inconnu d'Arthies ». Les seigneurs d'Arthies fondent une maladrerie au XIIe siècle, sous le vocable de saint Thomas. À la suite des conflits avec le duc de Normandie, un château fort est érigé.
Il appartient aux Silly de La Roche-Guyon jusqu'à la Révolution française.
La pierre meulière est exploitée avant le XVIIe siècle ; elle est pour l'essentiel envoyée à Paris, mais sert également localement pour les meules de moulin ou l'empierrement des routes.
Sous l’Ancien Régime, Arthies relève du doyenné de Magny-en-Vexin, de l’archidiaconé du Vexin français à Pontoise, et de l’archidiocèse de Rouen.

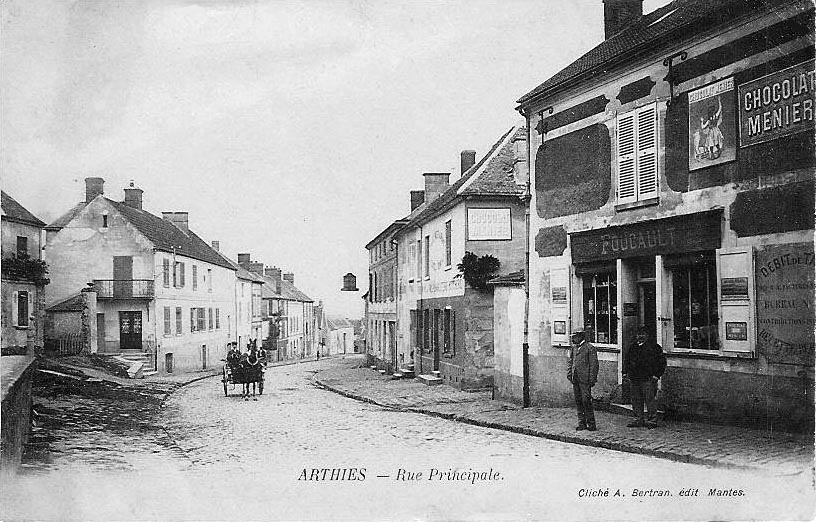
La rue principale au début du XXe siècle.

Au début du XXe siècle, le village est assez célèbre pour ses cultures de cerises.
Le village est resté au XXIe siècle essentiellement agricole (grande culture céréalière).
Arthies a été concernée par une forêt royale, l'une des rares n'ayant pas été conservée en France.

## Politique et administration

### Rattachements administratifs et électoraux
Rattachements administratifs
Antérieurement à la loi du 10 juillet 1964, la commune faisait partie du département de Seine-et-Oise. La réorganisation de la région parisienne en 1964 fit que la commune appartient désormais au département du Val-d'Oise et à son arrondissement de Pontoise après un transfert administratif effectif au 1er janvier 1968.
Elle faisait partie depuis 1793 du canton de Magny-en-Vexin. Dans le cadre du redécoupage cantonal de 2014 en France, cette circonscription administrative territoriale a disparu, et le canton n'est plus qu'une circonscription électorale.
Rattachements électoraux
Pour les élections départementales, la commune est membre depuis 2014 du canton de Vauréal.
Pour l'élection des députés, elle fait partie de la première circonscription du Val-d'Oise.

### Intercommunalité
Ambleville est membre depuis 2013 de la communauté de communes Vexin - Val de Seine, un établissement public de coopération intercommunale (EPCI) à fiscalité propre créé en 2005 et auquel la commune avait transféré un certain nombre de ses compétences, dans les conditions déterminées par le code général des collectivités territoriales.

### Liste des maires
| Période                                  | Période   | Identité        | Étiquette | Qualité                                    |
| ---------------------------------------- | --------- | --------------- | --------- | ------------------------------------------ |
| Les données manquantes sont à compléter. |           |                 |           |                                            |
| mars 2001                                | mars 2014 | Michel Fleurier | DVD       |                                            |
| mars 2014                                | En cours  | Jean Beernaert  | SE        | Agriculteur Réélu pour le mandat 2020-2026 |

## Population et société

### Démographie
L'évolution du nombre d'habitants est connue à travers les recensements de la population effectués dans la commune depuis 1793. Pour les communes de moins de 10 000 habitants, une enquête de recensement portant sur toute la population est réalisée tous les cinq ans, les populations de référence des années intermédiaires étant quant à elles estimées par interpolation ou extrapolation. Pour la commune, le premier recensement exhaustif entrant dans le cadre du nouveau dispositif a été réalisé en 2004.

En 2022, la commune comptait 267 habitants, en évolution de −4,98 % par rapport à 2016 (Val-d'Oise : +4 %, France hors Mayotte : +2,11 %).
| 1793 | 1800 | 1806 | 1821 | 1831 | 1836 | 1841 | 1846 | 1851 |
| ---- | ---- | ---- | ---- | ---- | ---- | ---- | ---- | ---- |
| 234  | 212  | 269  | 250  | 263  | 262  | 269  | 271  | 253  |

| 1856 | 1861 | 1866 | 1872 | 1876 | 1881 | 1886 | 1891 | 1896 |
| ---- | ---- | ---- | ---- | ---- | ---- | ---- | ---- | ---- |
| 267  | 272  | 257  | 265  | 254  | 286  | 307  | 325  | 307  |

| 1901 | 1906 | 1911 | 1921 | 1926 | 1931 | 1936 | 1946 | 1954 |
| ---- | ---- | ---- | ---- | ---- | ---- | ---- | ---- | ---- |
| 277  | 273  | 240  | 208  | 207  | 223  | 177  | 200  | 216  |

| 1962 | 1968 | 1975 | 1982 | 1990 | 1999 | 2004 | 2006 | 2009 |
| ---- | ---- | ---- | ---- | ---- | ---- | ---- | ---- | ---- |
| 195  | 171  | 190  | 185  | 194  | 258  | 280  | 281  | 292  |

| 2014 | 2019 | 2022 | - | - | - | - | - | - |
| ---- | ---- | ---- | - | - | - | - | - | - |
| 284  | 271  | 267  | - | - | - | - | - | - |

## Culture locale et patrimoine

### Lieux et monuments
Arthies compte deux monuments historiques sur son territoire :
- Église Saint-Aignan (inscrite monument historique par arrêté du 4 juin 1926[32]) : 
c'est l'une des églises romanes les plus anciennes du Vexin français. Son clocher en bâtière date de la seconde moitié du XIe siècle, et n'a pas son pareil dans la région[23].. Sa base comporte, à l'ouest et à l'est, deux arcades en plein cintre retombant sur de lourds chapiteaux d'une sculpture archaïque, qui dénotent de l'influence normande. Son étage de beffroi est ajouré de deux très étroites baies en plein cintre par face, qui sont flanquées de deux colonnes monolithiques munies de chapiteaux semblables, criblés de petits trous circulaires, et possèdent des linteaux monolithiques échancrés. 
La nef est également romane, et conserve notamment ses fenêtres d'origine. Sinon, aucun élément roman n'est plus visible en élévation. Les voûtes de la Renaissance cachent une charpente en carène renversée du XVe siècle, conçue pour être lambrissée. Le petit chœur rectangulaire n'est plus celui d'origine, mais comporte notamment deux formerets avec leurs colonnettes à chapiteaux du second quart du XIIe siècle. Il y a, en outre, deux grandes chapelles latérales de longueur inégale, qui forment avec le chœur un chevet plat sur une seule ligne. Elles remontent au premier tiers du XVIe siècle, mais la chapelle du nord a été remaniée à la fin du XVIe siècle dans le style de la Renaissance, à la suite de désordres de structure, et la chapelle du sud a été remaniée ou agrandie en 1605. La première communique par un arc-doubleau avec la troisième travée de la nef ; la deuxième s'ouvre depuis la nef par un passage berrichon[33].

Les Fonts baptismaux  dont la cuve est ornée de deux frises datent du XIIe siècle.
- Château d'Arthies, à la sortie du village en direction de Mantes (inscrit monument historique par arrêté du 27 janvier 1948[34]) : 
Sa partie la plus ancienne est une maison forte à trois étages, édifiée vers 1430 par le seigneur local, de la famille de Théméricourt. Une tour pentagonale, puis octogonale se situe à gauche de la façade sur la cour et abrite l'escalier desservant les différents niveaux. Le manoir conserve une série de trois fenêtres à meneaux superposées à droite de la tour[23]. 
À la fin du XVe siècle, la seigneurie est vendue à la famille de Silly de La Roche-Guyon, qui y installe un capitaine et un intendant. Cette situation dure jusqu'à la fin de l'Ancien Régime. 
C'est sous les Silly, au XVIe siècle, que sont construits la muraille d'enceinte avec sa porte fortifiée cernée de deux courtes tours et le colombier octogonal. Ils partagent comme caractéristique une façade en damier, faite de pierre de taille et de briques rouges, et due à l'influence de l'architecture normande[23]. 
Les briques de 4 cm d'épaisseur et de 17 cm de long ont été cuites dans un four découvert en 1898, à 15 m du château. Les murs étaient à l'origine surmontés d'un crénelage caractéristique des constructions militaires du Moyen Âge. Le colombier conserve à l'intérieur ses boulins en brique. Sur la façade, le larmier était destiné à empêcher les rats et belettes d'accéder à la lucarne en bâtière[23],[35].

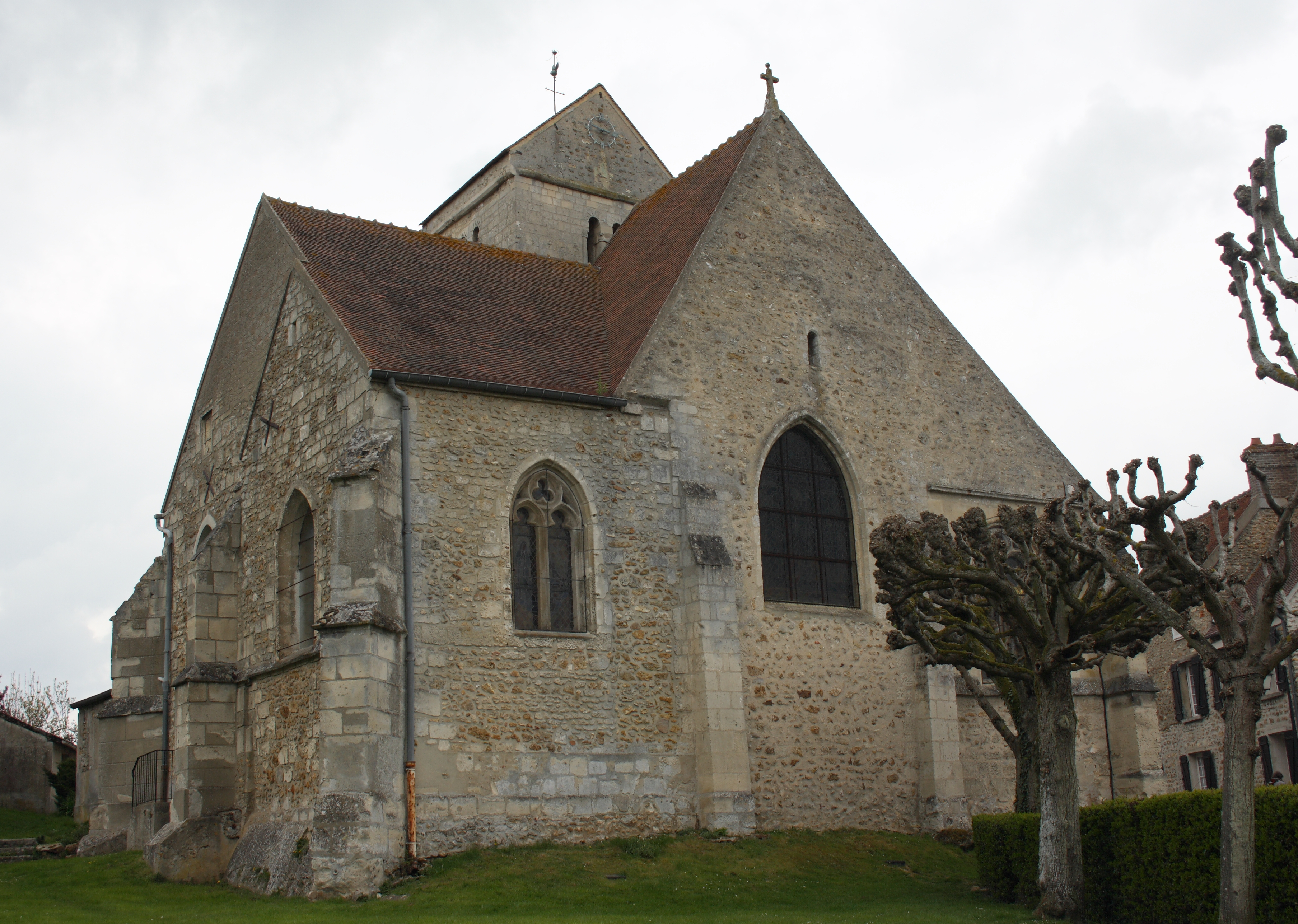
L'église Saint-Aignan.
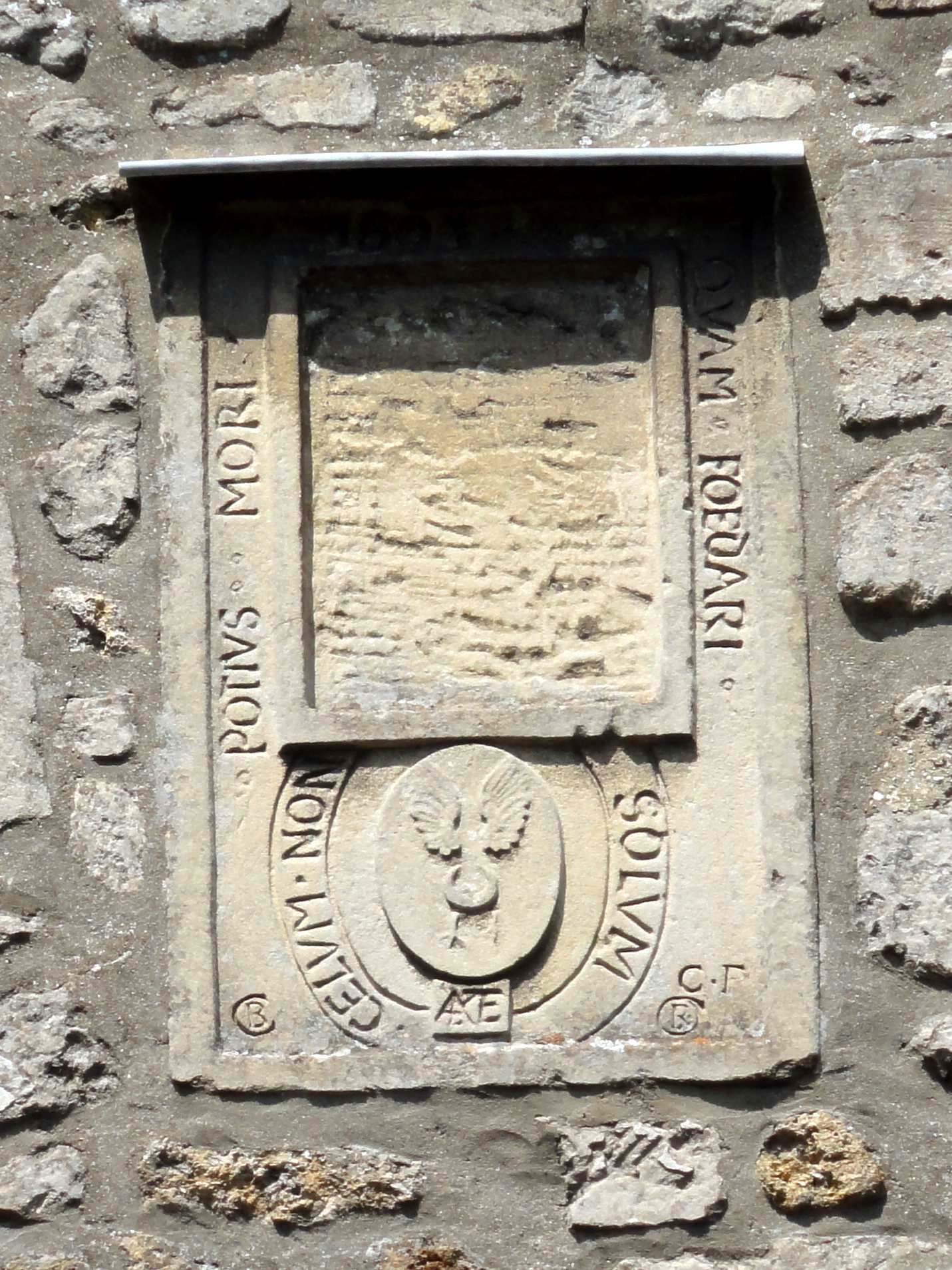
Plaque commémorative, sur l'église.
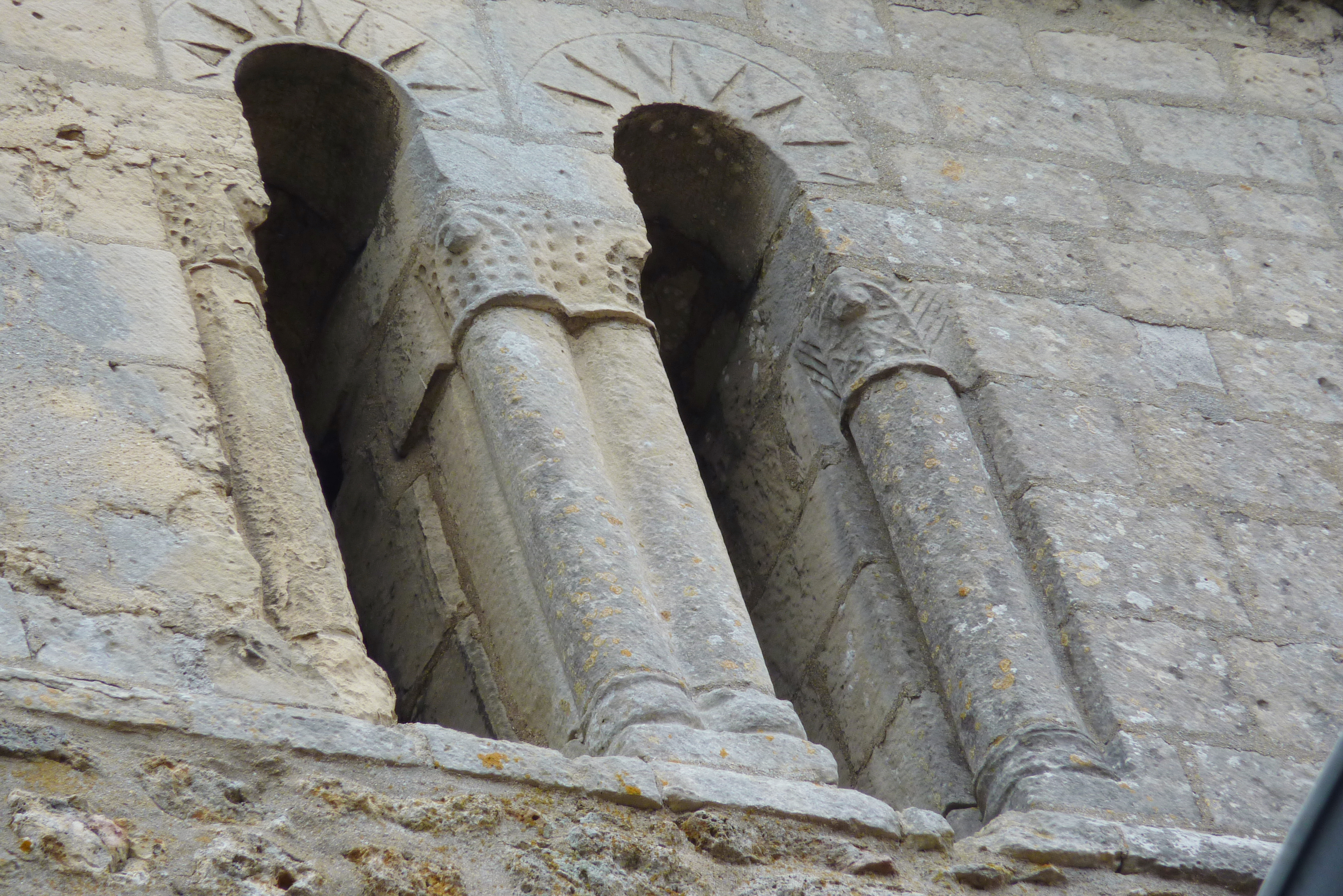
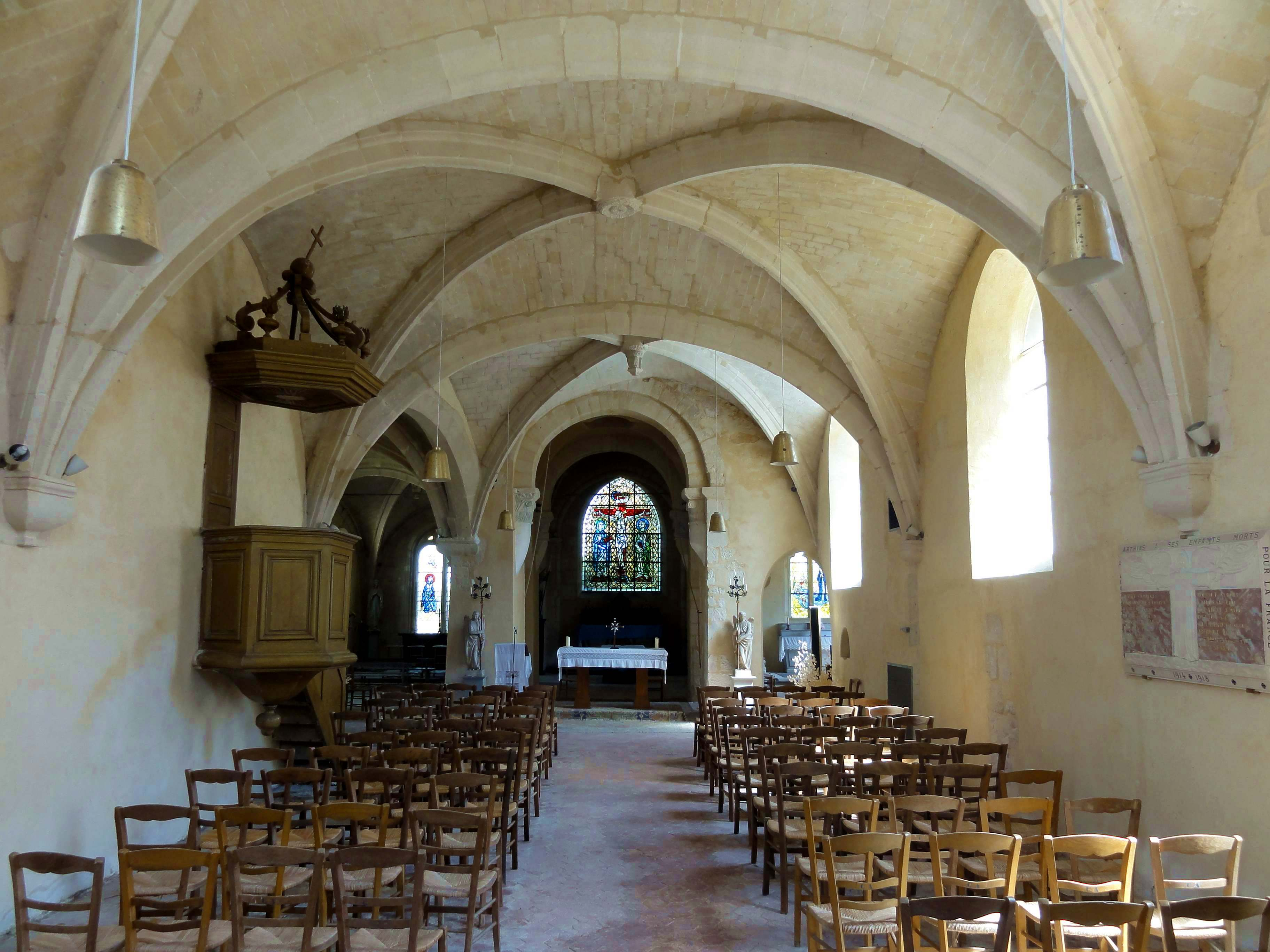
La nef.
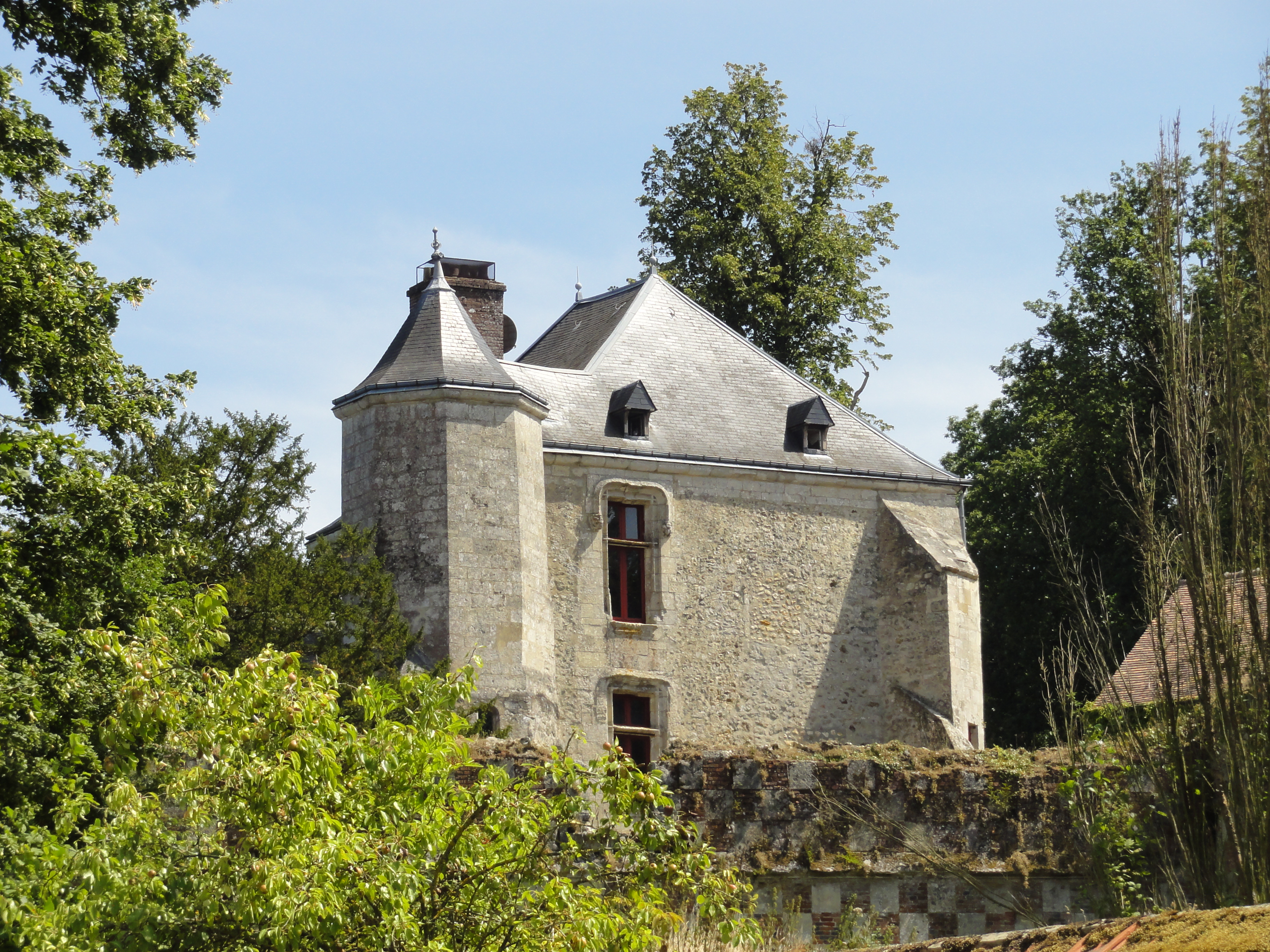
Le château.
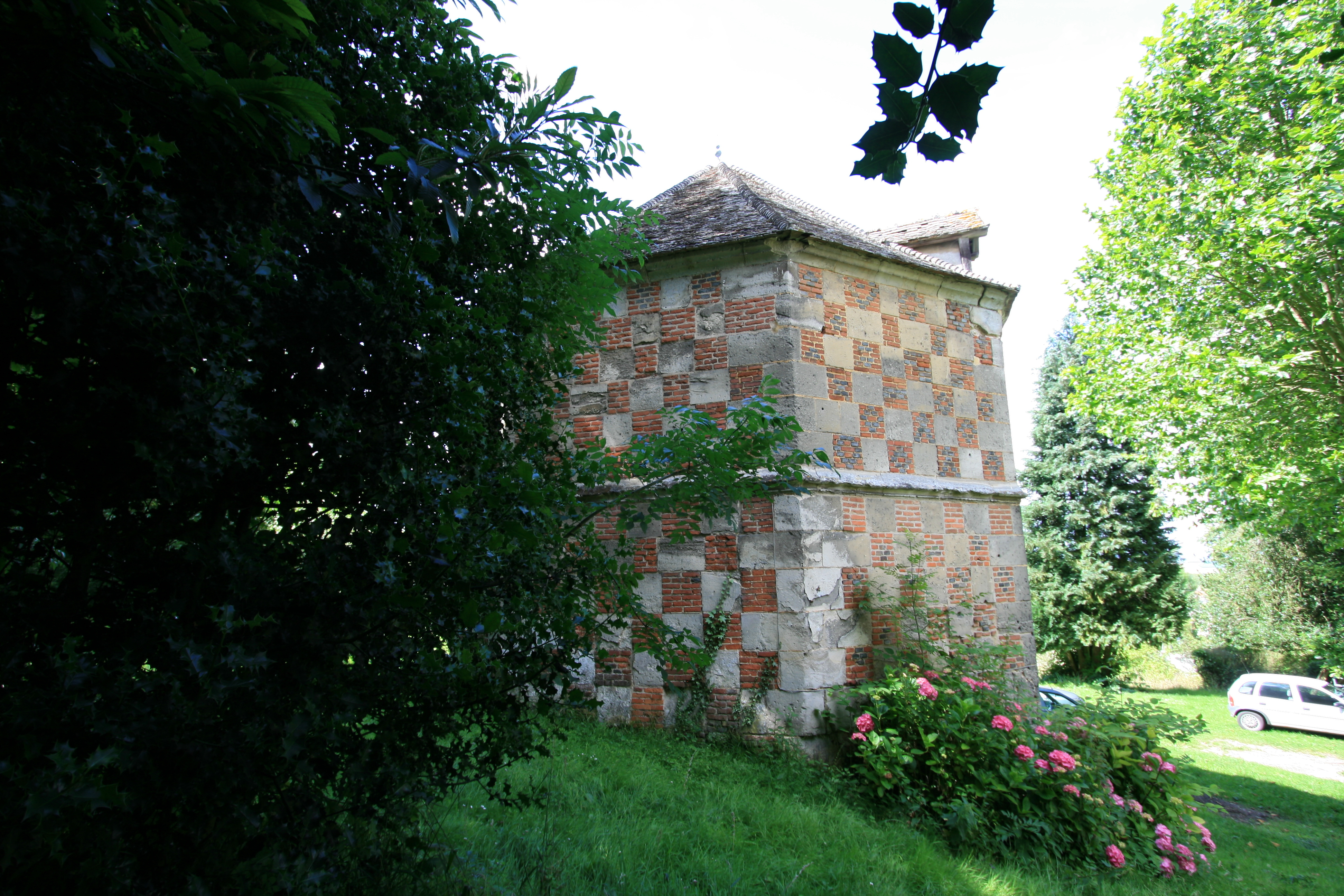
Colombier du château d'Arthies.

### Personnalités liées à la commune
- Léon Plancouard (1871-1953), archéologue et historien du Vexin, est enterré au cimetière du village. Une curieuse épitaphe orne sa tombe : « Léon s'en alla comme il était venu, sans espoir de connaître et sans être connu. Il fit peu, vit rien, regretta, mais comprit qu'en tout le naturel l'emporte sur l'esprit. »

## Héraldique
| Blason de Arthies | Blason  | Parti : au I, d'or à l'arbre de sinople soutenu de deux épis de blé, tigés et feuillés du même, passés en sautoir ; au II, d'azur au parchemin d'argent chargé de l'inscription « Le testament de l'Inconnu d'ARTHIES » en lettres de sable ; au chef échiqueté d'or et de gueules de quatre tires et au chef de gueules ; au franc-canton d'azur chargé de trois fleurs de lis d'or mal ordonnées. |
| Blason de Arthies | Détails | Adopté par la commune en 1990. |